# دول حوض نهر النيجر
يعتبر نهر النيجر من أهم الأنهار في قارة إفريقيا وفي دول الساحل الإفريقي، والدول التي في حوض نهر النيجر جزئيا أو كليا هم:
- غينيا

- ساحل العاج

- بوركينا فاسو

- الجزائر

- بنين

- تشاد

- الكاميرون

- مالي

- النيجر

- نيجيريا [1][2]

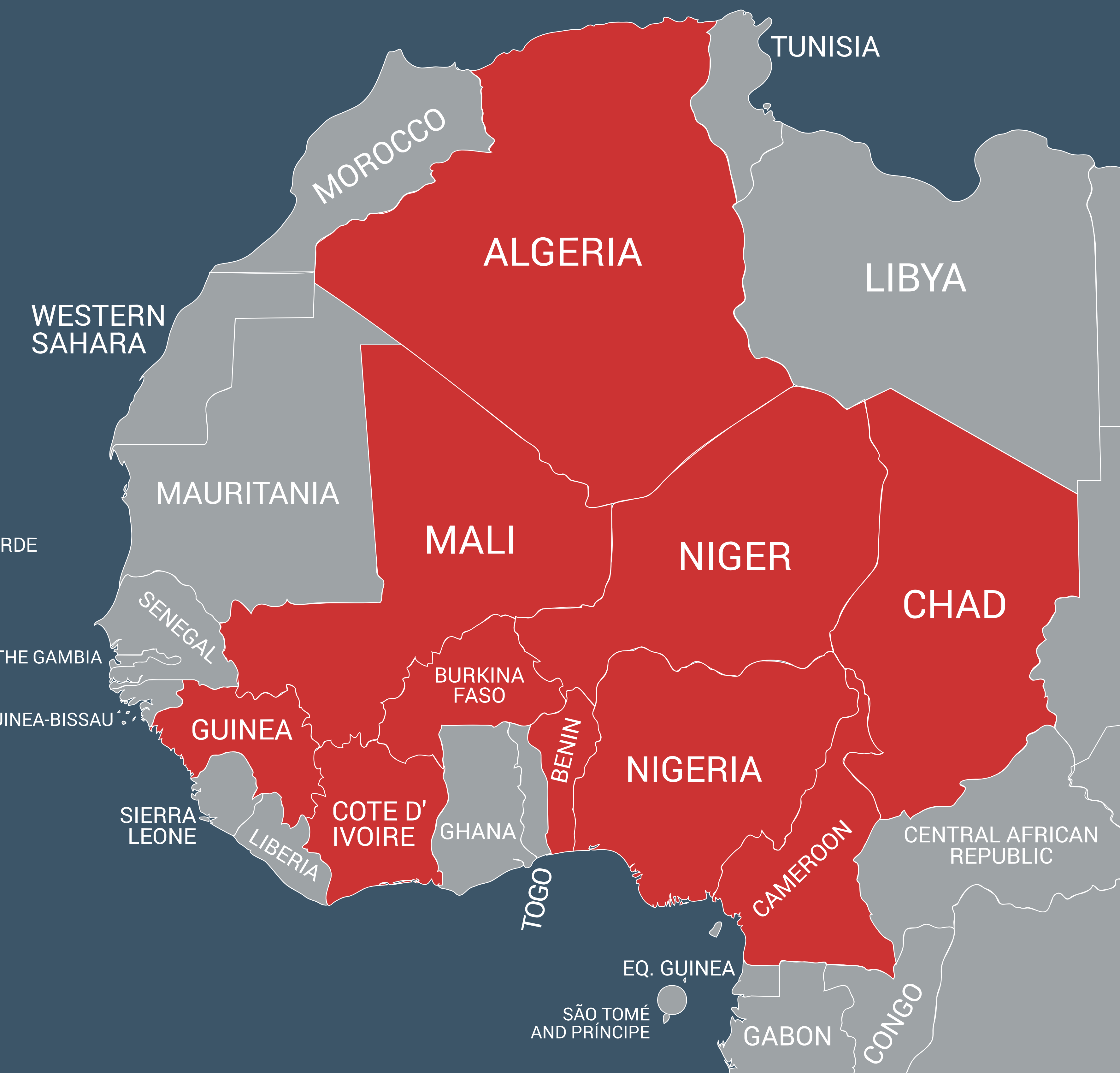
قائمة تضم دول حوض نهر النيجر جزئيا أو كليا.

يعتبر نهر النيجر من أطول أنهار القارة الأفريقية، وهو ثالث أطول نهر في القارة بعد نهر النيل والكونغو، منبعه من غينيا.

## القائمة
- غينيا

- ساحل العاج

- بوركينا فاسو

- الجزائر

- بنين

- تشاد

- الكاميرون

- مالي

- النيجر

- نيجيريا